# The Fault in Our Stars (film)
The Fault in Our Stars is een Amerikaanse romantische dramafilm uit 2014 onder regie van Josh Boone. De film is gebaseerd op de gelijknamige bestseller van John Green, waarin twee jonge kankerpatiënten elkaar ontmoeten bij een praatgroep en al gauw steun in elkaar vinden. Shailene Woodley en Ansel Elgort vertolken de twee tieners.

## Verhaal
De zestienjarige Hazel Grace Lancaster weet al van kinds af aan dat ze schildklierkanker heeft. Er is een periode geweest dat er van volledig herstel sprake leek te zijn, totdat bleek dat de kanker was uitgezaaid naar haar longen. Ze heeft een draagbare zuurstoftank nodig om te kunnen ademhalen. Haar kans op genezing is vrijwel nihil. Haar moeder is van mening dat Hazel depressief is en legt druk op haar om praatgroepen bij te wonen. Hazel heeft hier geen behoefte aan, maar doet het om haar ouders te behagen. Ze legt in een voice-over uit dat ze voornamelijk leeft om haar ouders gelukkig te maken, en lijkt zelf de hoop al te hebben opgegeven. Op de praatgroep komt ze Augustus Waters tegen, een zelfverzekerde tiener die onmiddellijk haar aandacht grijpt. Tijdens de praatgroep geeft hij toe dat zijn grootste angst is om vergeten te worden. Hazel vindt het een onzinnige angst, maar blijft geïntrigeerd. 
Augustus nodigt Hazel uit om bij hem thuis langs te komen, waar ze hun medische achtergrond met elkaar delen. Augustus legt uit dat hij osteosarcoom heeft dat op tijd is kunnen worden behandeld, maar wat wel heeft geleid tot een geamputeerd been. Het tweetal motiveert elkaar om elkaars favoriete boek te lezen. Augustus krijgt zodoende Een vorstelijke beproeving voorgeschoteld van de Nederlandse schrijver Peter van Houten, dat gaat over een kankerpatiënt genaamd Anna, die weet dat ze spoedig zal overlijden. Hazel voelt zich verbonden met het meisje, maar baalt ervan dat het boek eindigt midden in een zin en ze dus niet weet wat er precies met Anna gebeurt. Augustus neemt via de e-mail contact op met de schrijver, en hij is de eerste die ooit reactie krijgt van de kluizenaar, die nu woonachtig is in Amsterdam. Zijn secretaresse Lidewij Vliegenthart deelt in haar correspondentie met Hazel mee dat zij op schrift geen vragen mag beantwoorden, maar dat ze welkom is in Amsterdam om in levenden lijve antwoorden te krijgen op haar vragen.
Augustus regelt via een goede-doelenstichting drie vliegtickets naar Amsterdam, waar ze over een maand naartoe zullen vertrekken. Hazel is Augustus zeer dankbaar en groeit dichter naar hem toe. Enkele dagen voor vertrek krijgt ze plotseling pleuravocht en belandt op de IC. Haar dokters raden haar ten zeerste af om naar Amsterdam te reizen, maar haar moeder weet de reis alsnog te bewerkstelligen. Eenmaal in Amsterdam aangekomen, blijkt Van Houten een ongeïnteresseerde dronkaard te zijn die weigert om antwoord te geven op Hazels vragen. Nadat hij haar een mislukte mutatie en een zelfmedelijdengeval noemt, verlaat Hazel in woede en teleurstelling zijn huis. Lidewij sympathiseert met het meisje en brengt haar en Augustus mee naar het Anne Frank Huis. Met moeite beklimt Hazel alle traptreden en eenmaal boven aangekomen zoent ze Augustus. Het liefdeskoppel trekt zich terug in het hotel en bedrijft de liefde.
De volgende dag geeft Augustus toe dat een recentelijke PET-scan heeft uitgewezen dat zijn kanker is teruggekeerd en kwaadaardiger dan ooit tevoren is. Het koppel besluit om elkaar door dik en dun te steunen. Eenmaal teruggekeerd in hun woonplaats Indianapolis verslechtert Augustus' gezondheid met de dag. Hij weet dat hij spoedig zal overlijden en nodigt zijn beste vriend Isaac en Hazel uit naar zijn pre-begrafenis. In haar grafrede vertelt Hazel hoe veel ze van Augustus houdt en hun korte tijd samen nooit had willen inruilen. Augustus overlijdt acht dagen later. Tot haar grote verbazing duikt Van Houten op zijn begrafenis op en vertelt haar dat Augustus hem na Amsterdam via de e-mail had opgedragen om zijn slechte gedrag goed te maken. Hij legt uit dat het boek is gebaseerd op zijn dochter Anna, die op achtjarige leeftijd overleed. Hij probeert antwoord te geven op de vragen die Hazel hem bij hun eerste ontmoeting stelde, maar Hazel wil nu niks meer van hem weten. Van Houten laat een brief bij haar achter, die ze aanvankelijk verfrommelt, totdat ze van Isaac hoort dat het een persoonlijke brief van Augustus is. De film eindigt met de afscheidswoorden van Augustus in de brief; over het accepteren van zijn dood en zijn romantische gevoelens voor Hazel.

## Rolverdeling
- Shailene Woodley als Hazel Grace Lancaster
  - Lily Kenna als jonge Hazel
- Ansel Elgort als Augustus Waters
- Nat Wolff als Isaac
- Laura Dern als Frannie Lancaster
- Sam Trammell als Michael Lancaster
- Willem Dafoe als Peter van Houten
- Lotte Verbeek als Lidewij Vliegenthart
- Mike Birbiglia als Patrick
- Ana Dela Cruz als Dr. Maria
- Milica Govich als Mrs. Waters, Augustus' moeder
- David Whalen als Mr. Waters, Augustus' vader
- Emily Peachey als Monica
- Allegra Carpenter als Gastvrouw
- Jean Brassard als Ober in restaurant
- Carole Weyers als Anne Frank (stemrol)

## Productie
Het boek werd uitgebracht in januari 2012; nog diezelfde maand werden de rechten verkocht voor een verfilming. In februari 2013 werd Josh Boone aangesteld als regisseur, en werden Scott Neustadter en Michael H. Weber ingehuurd om het boek te bewerken tot een scenario. Meer dan 250 meisjes deden auditie voor de vrouwelijke hoofdrol, voordat Shailene Woodley uiteindelijk in maart 2013 werd gecast. Boone vertelde dat "pas toen Woodley voor de camera stapte, zag ik Hazel voor de eerste keer." Ansel Elgorts medewerking werd in mei dat jaar bevestigd; Laura Dern en Nat Wolff werden een maand later toegevoegd aan de cast en Sam Trammell werd uiteindelijk in augustus aangesteld.
De draaiperiode ging op 26 augustus 2013 van start in Pittsburgh. Op 10 oktober werd hier de laatste scène opgenomen, voordat de productie verplaatste naar Amsterdam voor de opnamen op locatie. De laatste draaidag was op 16 oktober 2013.